# Classe Makassar
La classe Makassar est une classe de Landing Platform Dock de conception sud-coréenne.

## Historique
Elle est basée sur le KRI Tanjung Dalpele (en) livré à l'Indonésie en 2003.

## Les unités
| Nom                                  | Numéro | Marine                         | Constructeur                                                   | Quille posée     | Lancement         | Mise en service  |
| ------------------------------------ | ------ | ------------------------------ | -------------------------------------------------------------- | ---------------- | ----------------- | ---------------- |
| KRI Makassar (en)                    | 590    | Marine indonésienne            | Daewoo Shipbuilding & Marine Engineering Busan (Corée du Sud)  |                  | 5 décembre 2006   | 29 avril 2007    |
| KRI Surabaya (en)                    | 591    | Marine indonésienne            | Daewoo Shipbuilding & Marine Engineering Busan (Corée du Sud)  | 7 décembre 2006  | 27 mars 2007      | 1er août 2007    |
| KRI Banjarmasin (en)                 | 592    | Marine indonésienne            | PT PAL Surabaya (Indonésie)                                    | 19 octobre 2006  | 28 août 2008      | 28 novembre 2009 |
| KRI Banda Aceh (en)                  | 593    | Marine indonésienne            | PT PAL Surabaya (Indonésie)                                    | 7 décembre 2007  | 19 mars 2010      | 21 mars 2011     |
| KRI Banda Semarang (en)              | 594    | Marine indonésienne            | PT PAL Surabaya (Indonésie)                                    | 28 août 2017     | 3 août 2018       | 21 janvier 2019  |
| KRI dr. Wahidin Sudirohusodo (en)    | 991    | Marine indonésienne            | PT PAL Surabaya (Indonésie)                                    | 14 octobre 2019  | 7 janvier 2021    | 14 janvier 2022  |
| KRI dr. Radjiman Wedyodiningrat (en) | 992    | Marine indonésienne            | PT PAL Surabaya (Indonésie)                                    | 21 janvier 2021  | 15 août 2022      | 19 janvier 2023  |
| BAP Paita (es)                       | 157    | Marine péruvienne              | Services Industriels de la Marine (SIMA) Callao (Pérou)        | 14 décembre 2017 | 9 décembre 2022   |                  |
| BAP Pisco (es)                       | 156    | Marine péruvienne              | Services Industriels de la Marine (SIMA) Callao (Pérou)        | 12 juillet 2013  | 25 avril 2017     | 6 juin 2018      |
| BRP Tarlac                           | LD-601 | Marine philippine              | PT PAL Surabaya (Indonésie)                                    | 22 janvier 2015  | 18 janvier 2016   | 1er juin 2016    |
| BRP Davao del Sur                    | LD-602 | Marine philippine              | PT PAL Surabaya (Indonésie)                                    | 5 juin 2015      | 29 septembre 2016 | 31 mai 2017      |
| NC                                   | NC     | Marine philippine              | PT PAL Surabaya (Indonésie)                                    | 22 janvier 2024  |                   |                  |
| NC                                   | NC     | Marine philippine              | PT PAL Surabaya (Indonésie)                                    | 29 mai 2024      |                   |                  |
| UMS Moattama (en)                    | 1501   | Marine birmane                 | Dae Sun Shipbuilding & Marine Engineering Busan (Corée du Sud) |                  | juillet 2019      | 24 décembre 2019 |
| NC                                   | NC     | Marine des Émirats arabes unis | PT PAL Surabaya (Indonésie)                                    | 24 avril 2024    |                   |                  |